# 세례

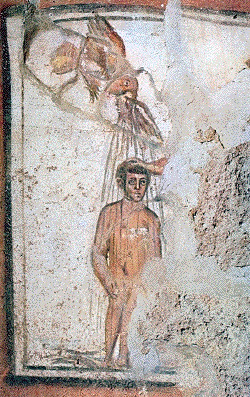
초기 기독교 그림에서 묘사한 세례.

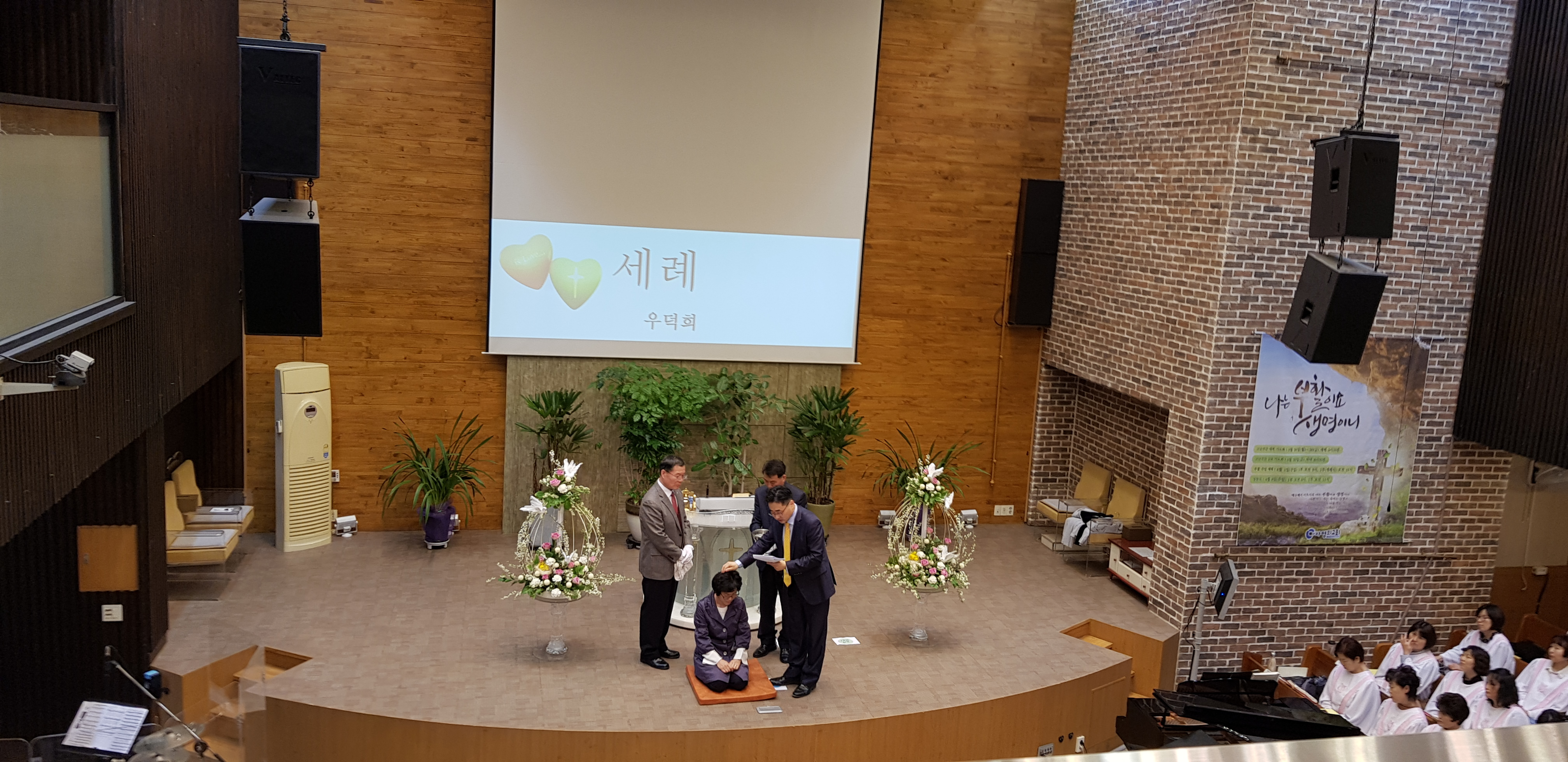
대한민국 개신교회 세례식의 예

세례(洗禮)는 물을 이용한 정화의식이며, 기독교인으로 입문하는 사람이 과거의 자신을 버리고 새롭게 태어나는 과정이고, 기독교인 자격을 확인하는 예식이다. 기독교 행하는 세례는 예수가 직접 언급한 거룩한 예전 즉 성례전이다. 천주교에서 성사중 하나이므로 세례성사라 부르기도 한다. 대부분의 기독교 공동체는 공동체에 세례받는 사람을 받아들이는 의미로 물로 세례한다. 물 머리에 뿌리는 "살수례"와 물을 머리나 몸에 붓는 "관수례", 몸 일부나 전체를 물에 담그는 "침수례"(침례) 방식이 있다. 이 가운데 물을 뿌리는 살수례는 현재 행하는 교단은 없으며, 물을 붓는 관수례를 행하는 교단이 가장 많다. 공교회주의 개신교회인 루터교, 성공회, 감리교, 성결교와 온건한 개혁주의 개신교회인 장로교와 개혁교 및 천주교회 등에서 행한다. 몸을 물에 담그는 침수례는 전통을 강조하는 동방정교회와 개신교에서 급진적 성향인 침례교, 오순절교, 메노나이트 등에서 행한다. 개신교에서 강경적 성향인 퀘이커와 구세군은 세례와 성찬식도 행하지 않는다.
세례에서 물을 붓거나 담그는 과정은 전통적으로 세 번 하며, 이것은 성부와 성자, 성령의 삼위를 상징한다.
성경에서는 공관복음서에는 세례자 요한이 예수에게 세례를 베푸는 모습으로 처음 등장한다. 현재 대부분의 교회에서 성부, 성자, 성령의 삼위 이름으로 세례를 베푼다. 교회 일치 운동에서는 이 부분을 모든 그리스도인들이 하나의 공동체라는 근거로 삼는다.
개신교에서 공교회주의인 루터교회와 성공회교회, 감리교회 같은 교단은 세례를 통해 교회에 속한 교인 자격을 부여하며, 피세례자는 세례시 믿음에 대한 고백과 서약을 한다.
물로 세례를 받아야 구원받는다고 보는 교리가 있으며, 따라서 세례를 받기 전에 사망한 이들의 구원 문제에 대한 논쟁이 초대 교회부터 있었다. 이들 중 일부는 키프리아누스, 예루살렘의 키릴로스 관점에 따라 순교를 "피에 의한 세례"로 보고 당시 물로 세례받지 않은 이들이 이것으로 구원받았다고 보았다. 천주교회는 '세례를 받고자 하는 소망'만 가진 채로 죽은 이들이 그 소망으로 이미 세례를 받았다고 보는 교리를 발전시켰다. 그러나 울리히 츠빙글리를 따르는 일부 급진적 개신교 교단에서는 세례가 구원에 꼭 필요하지 않다는 관점을 지지한다.
이처럼 여러 교단에 걸쳐 세례의 방식과 중요성에 대해 다양한 입장을 가지고 있다. 퀘이커와 구세군의 경우 물 세례를 아예 집행하지 않는다. 침례교의 경우 물을 뿌리는 세례가 아닌, 몸을 물에 담그는 세례가 진정한 세례라고 인정한다. 대부분의 교단은 "성부와 성자와 성령의 이름으로" 세례를 베푸는데, 이는 예수가 승천하기 전에 마지막으로 남긴 명령으로 전해지는 '지상명령'에 따른 것이다. 그러나 단일오순절교에서는 오직 성자 예수의 이름만으로 세례를 준다. 2010년 기준 절반 이상의 기독교도들은 믿는 가정에서 태어난 아이에게 유아세례를 베푸나, 침례교와 재세례파 등의 교단에서는 본인의 믿음으로 받는 세례만이 유효하다고 본다. 동방 정교회와 오리엔트 정교회의 경우 세례를 받은 이들에게 십자가 목걸이를 주어 평생동안 착용하도록 하는데, 이는 제3차 콘스탄티노폴리스 공의회에서 영감을 받은 것이다.

## 역사
세례는 제2성전기에 만들어진 관습이다. 쿰란 동굴에서 발견된 사해 문서 중 《공동체의 규칙서Community Rule》라 이름붙여진 책에서는 '율법에 순종하겠다는 증거로 물을 뿌려 육신을 정결케 해야 하고, 회개의 물로 거룩하게 되어야 한다'는 규칙을 전한다. 그리고 기독교의 선구자로 여겨지는 세례 요한은 세례를 그가 수행한 메시아 운동의 중심적인 성례로 사용했다. 또한 사도 바울은 요한의 세례(“회개의 세례”)와 예수의 이름으로 이뤄지는 세례를 구분했기에 혹자는 그리스도교의 세례가 어떤 면에서 요한의 세례와 관련이 있었는지는 의심스럽다는 주장을 하기도 한다. 반면 대부분의 그리스도인들은 예수가 세례와 성찬식을 직접 제정했다고 믿는다.
세례의 헬라어 단어는 동사 '벱티조'(βαπτίζω)에서 유래했다. 이 단어 의미는 '물에 담그다, 물로 씻다"이다. 신약성경에서도 이 단어는 물에 담그다와 물로 씻다의 의미로 사용하며, 유대인 정결예식에 씻는 행동을 의미하기도 했다.
초대교회 사도들의 행적을 살펴보면 몸을 물에 담그는 방식의 세례인 침수례에 가깝다. 예수가 본보였던 방식도 몸을 물속에 담그는 침례였다. 사료에 따르면 점차 세례의 구체적인 방식 자체를 그다지 중요하지 않은 것으로 간주했다. 디다케(AD 60–150년)는 예식에 집중하기 어려운 상황에서라면 약식으로 세례를 주는 관행까지도 허용했다. 테르툴리아누스(AD 196-212년)도 세례에 대한 접근 방식이 성서적이지 못하거나 전통과 다르더라도 다양한 접근법을 허용했다.(참조, De corona militis 3; De baptismo 17). 마지막으로, 키프리아누스(Cyprian)(약 AD 256년)는 세례에 사용하는 물의 양은 중요하지 않다고 말하며 다만 세례 예식 안에서 침수 여부와 세례자의 복장, 비방 관행의 중요성은 강력하게 주장했다. 그 결과, 4세기 이전의 고대 교회에는 합의해 정한 일관성 있는 세례 양식은 없었다.
세례 예식은 3세기와 4세기를 지나며 교리 교육, 교화, 퇴폐, 안수, 신조 암송이 포함되었다.
중세 초기에는 유아 세례가 보편적으로 전파됐으며 예식은 크게 단순화하었다. 서유럽에서는 12세기에서 14세기 사이부터 물을 뿌려서 약식으로 행하는 세례가 일반적인 방식으로 자리 잡았지만, 여전히 16세기까지도 침수례를 통해 이뤄지는 세례 예식이 병행되었다. 한편 중세 시대, 일부 급진적인 그리스도인들은 세례와 성찬을 거절하기도 했다. 16세기에 마틴 루터는 세례와 성찬을 성례로서 중요시하여 지켰지만 스위스의 종교 개혁자 울리히 츠빙글리는 침례와 주의 만찬을 단지 상징적인 것으로 생각했다. 추가적으로 재세례파는 유년기에 자유 의지와 무관하게 행해진 유아 세례의 타당성을 부인하고 재세례를 받은 개종자들을 가리킨다.

## 기독교의 세례
바울로는 로마인들에게 보낸 편지에서, 세례를 받는 사람은 그리스도와 영적(靈的)으로 연합되어 그의 죽음에 동참한다고 설명한다. 세례는 머리에 물을 붓거나 떨어뜨리는 형식인 데 반해 침례는 성경의 예에 따라 온몸을 물에 잠그거나 담그는 형식으로, 성경상으로 올바른 표현과 방법은 침례라 할 수 있다. 대부분의 기독교 종파에서는 물을 이용하는 세례 의식을 행하고, 이를 예수께서 성만찬과 더불어 친히 제정한 성사라고 믿는다. 하지만 세례의 의미나 세례를 받을 수 있는 자격, 세례의 형태 등에 대해서는 차이를 발견할 수 있다. 예를 들어 성령운동을 강조하는 몇몇 종파에서는 물에 의한 세례는 성령에 의한 세례로 대체되었다고 보고 있으며, 물에 의한 세례는 기독교 전통에 의해 불필요하게 계승되었다고 보고 있다.

### 세례의 형태
기독교 공동체의 전통에 따라 세례의 예식은 다음과 같다.
- 침수례 - 몸 일부나 전체를 물에 담그는 방식(침례라고도 한다.)
- 살수례 - 물을 머리에 뿌리는 방식
- 관수례 - 물을 머리에 붓는 방식

이 중 정교회나 침례교, 오순절교회에서는 침수례를, 로마 가톨릭교회는 관수례를 실시하며, 개신교인 성공회, 감리교, 장로교, 루터교, 성결교 등에서 관수례를 실시한다. 현재 살수례를 행하는 교단은 매우 드물다. 원래 고대에 기준으로 채택했던 세례 형태는 침수례였으나, 살수례와 관수례는 물을 구하기 어려운 곳이나 위급한 세례에서 베풀던 약식 세레의 전통이었다. 이미 초대교회 문헌인 디다케에서 관수례와 살수례를 침수례와 동일한 세례라고 기록하였다.

### 세례의 의미와 기능
기독교 내에서도 각 종파마다 세례의 의미와 효력에 대한 견해 차이가 있다.
로마 가톨릭교회
로마 가톨릭교회에서는 세례는 구원에 있어 필수적인 성사로 보며, “너희는 가서 모든 민족들을 제자로 삼아, 아버지와 아들과 성령의 이름으로 세례를 주고, 내가 너희에게 명령한 모든 것을 가르쳐 지키게 하여라"(마태복음 28:19-20)라고 말씀하신 주님의 말씀에 따라, 주님께서 친히 행하라 명하신 성사로 본다. 세례는 그리스도 안에서 새 생명으로 태어나게 한다. 주님의 뜻에 따라, 교회가 구원에 필요하듯이 세례도 구원에 필요하다. 우리는 세례를 통하여 교회에 들어간다. 로마 가톨릭교회에서는 세례성사를 받음으로써 원죄와, 세례받기 전까지 지은 모든 본죄와 잠벌을 용서받을 수 있다고 가르친다.(다만 세례성사를 받은 후에도 죄로 기우는 경향인 사욕은 남아 있으므로, 세례 이후에 지은 죄는 고해성사를 통해 용서 받을 수 있다고 가르친다.) 어린아이들도 원죄로 타락하고 더러워진 인간의 본성을 지니고 태어나므로, 갓 태어난 아이들과 어린아이들에게 세례를 주는 유아세례 또한 필수적이다.
로마 가톨릭교회에서 세례를 받으면, 영세자는 가톨릭 교회에서 시성된 성인의 이름을 세례명으로 가진다. 세례성사 때 한번 정한 세례명은 교적에 올라가며, 변경이 불가하다. 로마 가톨릭교회에서 세례명은 본명이라고 불린다.
성공회
성공회에서는 "세례를 받고 그리스도 예수와 하나가 된 우리는 이미 예수와 함께 죽었다는 것을 모르십니까? 과연 우리는 세례를 받고 죽어서 그분과 함께 묻혔습니다. 그래서 그리스도께서 아버지의 영광스러운 능력으로 죽은 자들 가운데서 다시 살아나신 것처럼 우리도 새 생명을 얻어 살아가게 된 것입니다."라고 언급한 로마인들에게 보낸 편지 6장 3절과 4절의 내용을 근거로 세례성사를 죄의 용서와 구원에 필요한 성사(Sacrament)로 보고 있다. 또한 어른과 어린이 모두 세례를 통해 하느님의 은혜를 받을 수 있기 때문에, 어린이에게 사제가 세례성사를 집전하는 유아세례가 있다. 유아세례는 보통 초등 6학년까지 받을 수 있다.
성공회에서는 로마 가톨릭교회와 동방 정교회와 마찬가지로 성인의 이름을 딴 세례명을 가진다.
루터교
세례는 구원을 받기 위해 필수적인 과정이며 성사의 요구조건이다. 한 예로서 마르틴 루터는 1529년에 "대요리"에서 다음과 같이 말하였다.
| “ | 간단히 말해서, 세례의 능력과 효과와 유익과 열매는 구원이다. 왕자가 되기 위해 세례를 받는 사람은 없다. 단어 그대로 "구원받기 위한" 것이다. 우리가 아는 바와 같이 "구원받는다"는 것은 죄와 사망, 사탄으로부터 해방되어 그리스도의 왕국에 들어가 그와 함께 영원히 사는 것이다. | ” |

침례교
침수례가 가치 있는 관습이지만 성스러운 능력은 없다고 주장한다. 하나님의 구원 능력은 보이지 않고 내적이며, 성례전 자체와 독립적이므로, 침례는 이 능력의 결과를 외적으로 증언하는 행위라는 견해이다. 침례 '의식'이 의미 있고 필요하다고 가르치나, 유아세례는 반대한다.
개혁주의 (개혁교회 및 장로교)
개혁주의는 예수를 하나님 나라 왕으로 보며, 세례를 성찬과 더불어 예수가 그의 백성들에게 시행하라고 제정한 성례전으로 본다. 이는 구약의 할례와 유월절 의식이 신약의 교회에 발전한 모습으로 나타났다고 해석한다. (이것은 언약 신학 내용이다.) 그러므로 세례는 '예수를 믿는 자는 하나님의 백성이 된다'는 하나님 언약이 신자 자신 위에 있다고 나타내는 표라고 본다. 그것을 물로 씻는 형태로 제정한 이유는 다른 종파들과 같이 예수의 피흘림으로 인간 죄를 용서하셨다고 나타내는 과정이라고 해석한다. 이러한 '하나님 언약의 징표'라는 의미는 구약 시대에 아직 신앙을 확인하지 어린아이에게도 할례를 시행했으므로, 이것을 본받아 개혁주의 역시 기독교 가정의 일원인 아이에게 유아세례를 베풀어야 한다고 본다.

### 세례의 자격

#### 신자의 세례
세례(침례)를 받을 수 있는 자격은 교파마다 다르나, 대개 자기 신앙을 고백하는 신자로서, 글로써 신앙을 고백하거나 공개적으로 신앙을 선언하여 그리스도에 대한 믿음을 나타내는 사람에게 주어진다.
로마 가톨릭교회, 동방정교회, 성공회에서는 세례를 주기 전, 세례 받기를 원하는 성인 입교자로 하여금 일정 기간의 교리 교육을 받게 한 뒤 세례를 준다.

#### 유아세례
교회의 전통에 따라, 로마 가톨릭교회, 루터교, 성공회, 장로교. 감리교 등에서 행하는 유아 세례의 경우에는 세례를 받고 신앙고백을 한 부모가 자녀를 대신하여 유아세례의 자격을 받는다. 유아세례 기록은 성서에 없지만 4세기 교부 아우구스티누스 주교가 그 필요성을 기록하였다. 아우구스티누스는 세례가 죄를 씻어주어 새로 태어난 아이에게도 행해야 하며, 이는 갓난아기도 원죄를 지녔으므로 세례를 받기 전에 사망하면  죄의 저주에 붙들린다고 주장했다. 그러나, 그보다 한 세기 전에 교부 테르툴리아누스는 믿음으로 받는 세례에 대해 다음과 같이 주장했다.
| “ | "상황과 개인적인 성향, 또한 나이를 고려하여 세례를 늦추는 것이 좋다. 하지만 어린아이의 경우에는... 그들이 그리스도를 알게 되면 그리스도인이 되게 하라." | ” |

성공회의 종교개혁 전통을 강조하는 저교회파 성공회를 포함한 많은 복음주의 기독교인들은 세례가 "내적인 변화를 외적으로 표현하는 것"이라는 입장을 취한다. 세례는 그리스도를 따라 행하며, 기독교인의 삶을 그리스도께 맡기고 새로운 피조물로 태어났을 때 (고린토인들에게 보낸 둘째편지 5장 17절) 그 내부적인 변화를 외부적으로 다른 사람들에게 하는 표현이 세례라고 말한다.

### 시초

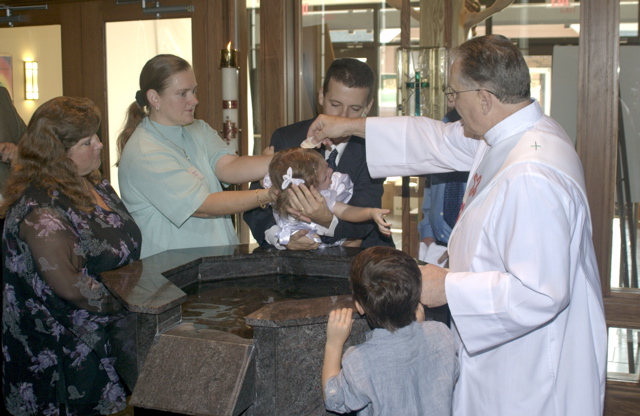
로마 가톨릭 교회의 세례

기독교에서 세례는 교회 공동체에 참여하는 자격을 얻는 일정한 의식이라고 알려준 사람이 세례자 요한이다.
세례자 요한이 예언자라고 믿는 사람들은 그가 준 세례를 앞으로 올 메시아에 대해 준비하는 회개 전언으로 받아들였다.(루가 복음서 3장 3-6절, 8절) 요한은 죄 사함을 위해서 회개가 필요하다고 말하였다. 죄의 얼룩은 지워지는 것이며, 타락한 행위에서 돌이켜 주님의 길로 돌아갈 때에 지워진다. 이 과정은 세례 의식에서 상징적으로 나타낸다.
많은 기독교인들은 세례 요한이 그의 세례가 충분하지 않고
회개만으로 죄에서 벗어나는 목표에 도달하지 못한다고 가르쳤고, 죄에서 해방을 얻기 위해 그가 주지 못하는 더 큰 세례가 필요하다고 가르쳤다고 믿는다. 루가 복음서에 따르면, 세례 요한은 자신이 신발끈을 풀어드릴 자격도 안 되는 높은 분이 오셔서 성령과 불로써 세례를 주시리라 말하였다. (루가 복음서 3장 16절) 기독교에서 세례는 사람이 회개고, 하나님께서 그 사람을 받아들이시게 하는 노력은 사람이 아니라, 죄의 대가를 대신 지시는 하느님의 어린양(라틴어: Agnus Dei)으로 대체하고 완전해진다고 믿는다.
마태오 복음서에 예수는 열두 제자에게 "아버지, 아들, 성령의 이름으로" 세례를 주라는 임무를 맡긴다.(마태오 복음서 28장 19절) 이 구절은 세례의 일반적인 방식다. 실제로 민중신학자 안병무 선생은 《갈릴래아의 예수》에서 마태오 복음서 28장 19절을 교회사적으로 해석하였다. 안병무 선생은 기독교의 성격이 예수운동에서 보편교회로 바뀌면서 직제와 전례를 정하면서 예수가 성부, 성자, 성령으로 세례를 주는 이야기가 들어갔다고 해석하였다. 사도행전에 기록한 사도들은 예수의 이름만으로 세례를 주었다고 기록한다.(사도행전 8장 16절, 10장 48절, 19장 5절)

## 같이 보기
- 세례대
- 세례당
- 성유
- 제자 (기독교)
- 미소기
- 신현